# Specie di Lonicera
Elenco delle specie di Lonicera:

## A
- Lonicera acuminata Wall.
- Lonicera affinis Hook. & Arn.
- Lonicera alberti Regel
- Lonicera albiflora Torr. & A.Gray
- Lonicera alpigena L.

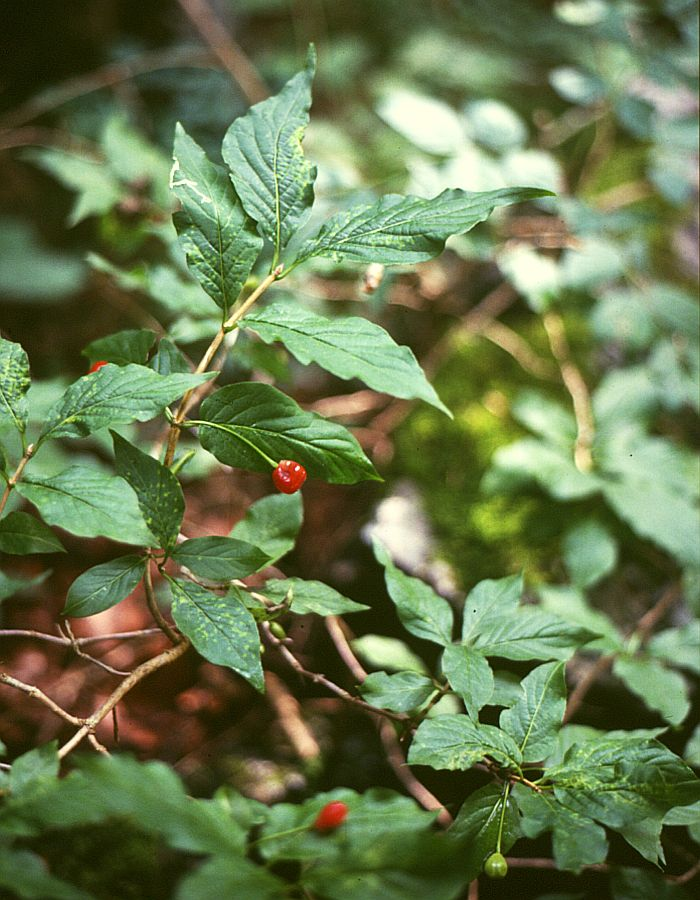
Lonicera alpigena

- Lonicera altmannii Regel & Schmalh.
- Lonicera angustifolia Wall. ex DC.
- Lonicera annamensis Fukuoka
- Lonicera arborea Boiss.
- Lonicera arizonica Rehder
- Lonicera asperifolia (Decne.) Hook.f. & Thomson

## B
- Lonicera biflora Desf.
- Lonicera bournei Hemsl.
- Lonicera bracteolaris Boiss. & Buhse
- Lonicera buschiorum Pojark.

## C
- Lonicera caerulea L.
- Lonicera calcarata Hemsl.

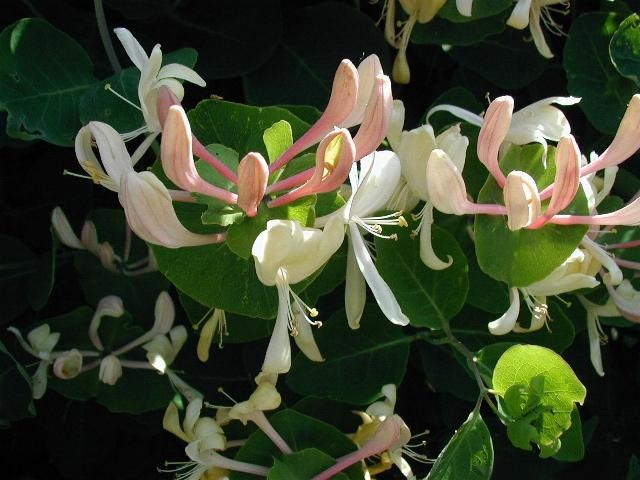
Lonicera caprifolium

- Lonicera cambodiana Pierre ex Danguy
- Lonicera canadensis J.Bartram & W.Bartram ex Marshall
- Lonicera caprifolium L.
- Lonicera caucasica Pall.
- Lonicera cerasina Maxim.
- Lonicera cerviculata S.S.White
- Lonicera chamissoi Bunge
- Lonicera chrysantha Turcz. ex Ledeb.
- Lonicera ciliosa Poir.
- Lonicera confusa DC.
- Lonicera conjugialis Kellogg
- Lonicera crassifolia Batalin
- Lonicera cyanocarpa Franch.

## D

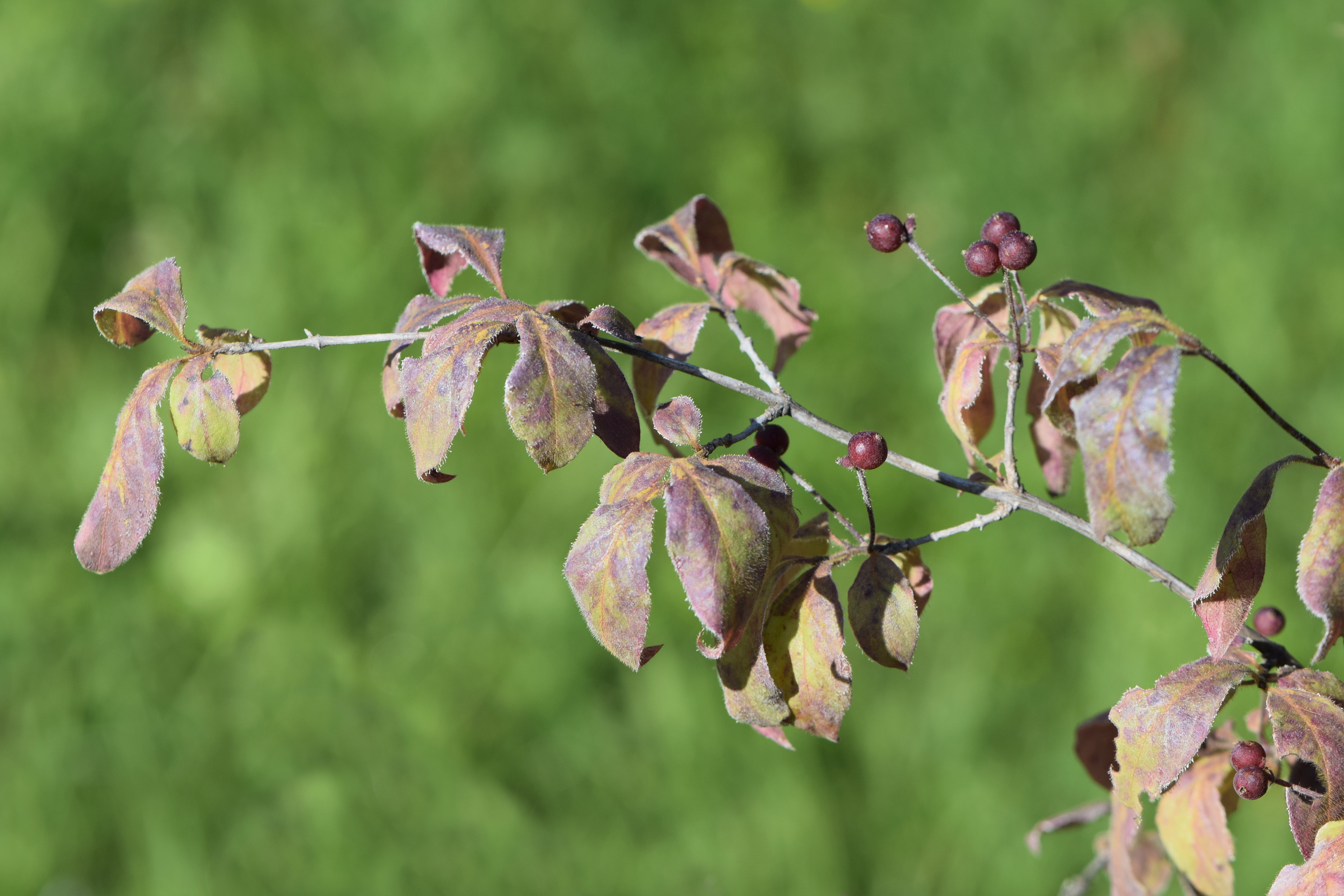
Lonicera demissa

- Lonicera deleiensis C.E.C.Fisch. & Kaul
- Lonicera demissa Rehder
- Lonicera dioica L.

## E
- Lonicera elisae Franch.
- Lonicera etrusca Santi

## F
- Lonicera fargesii Franch.

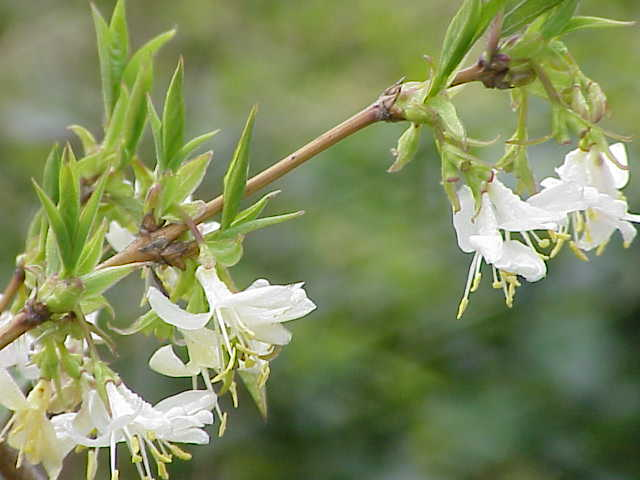
Lonicera fragrantissima

- Lonicera fengkaiensis R.H.Miao & X.J.Liu
- Lonicera ferdinandi Franch.
- Lonicera ferruginea Rehder
- Lonicera flava Sims
- Lonicera floribunda Boiss. & Buhse
- Lonicera fragrantissima Lindl. & Paxton

## G
- Lonicera glabrata Wall.
- Lonicera glehnii F.Schmidt
- Lonicera gracilipes Miq.

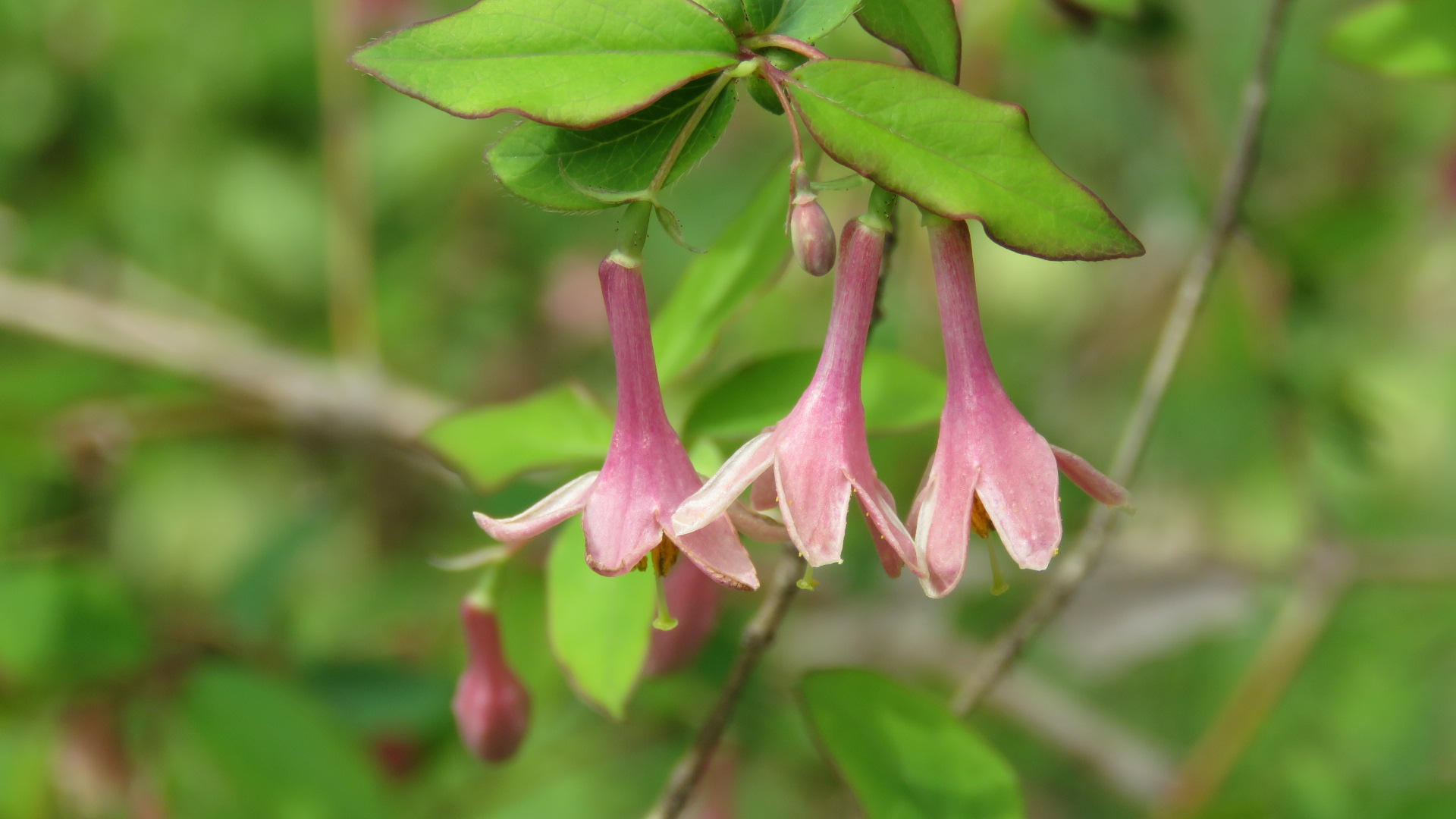
Lonicera gracilipes

- Lonicera griffithii Hook.f. & Thomson
- Lonicera guatemalensis Véliz & E.Carrillo
- Lonicera guillonii H.Lév. & Vaniot
- Lonicera gynochlamydea Hemsl.

## H
- Lonicera harae Makino
- Lonicera × helvetica Brügger

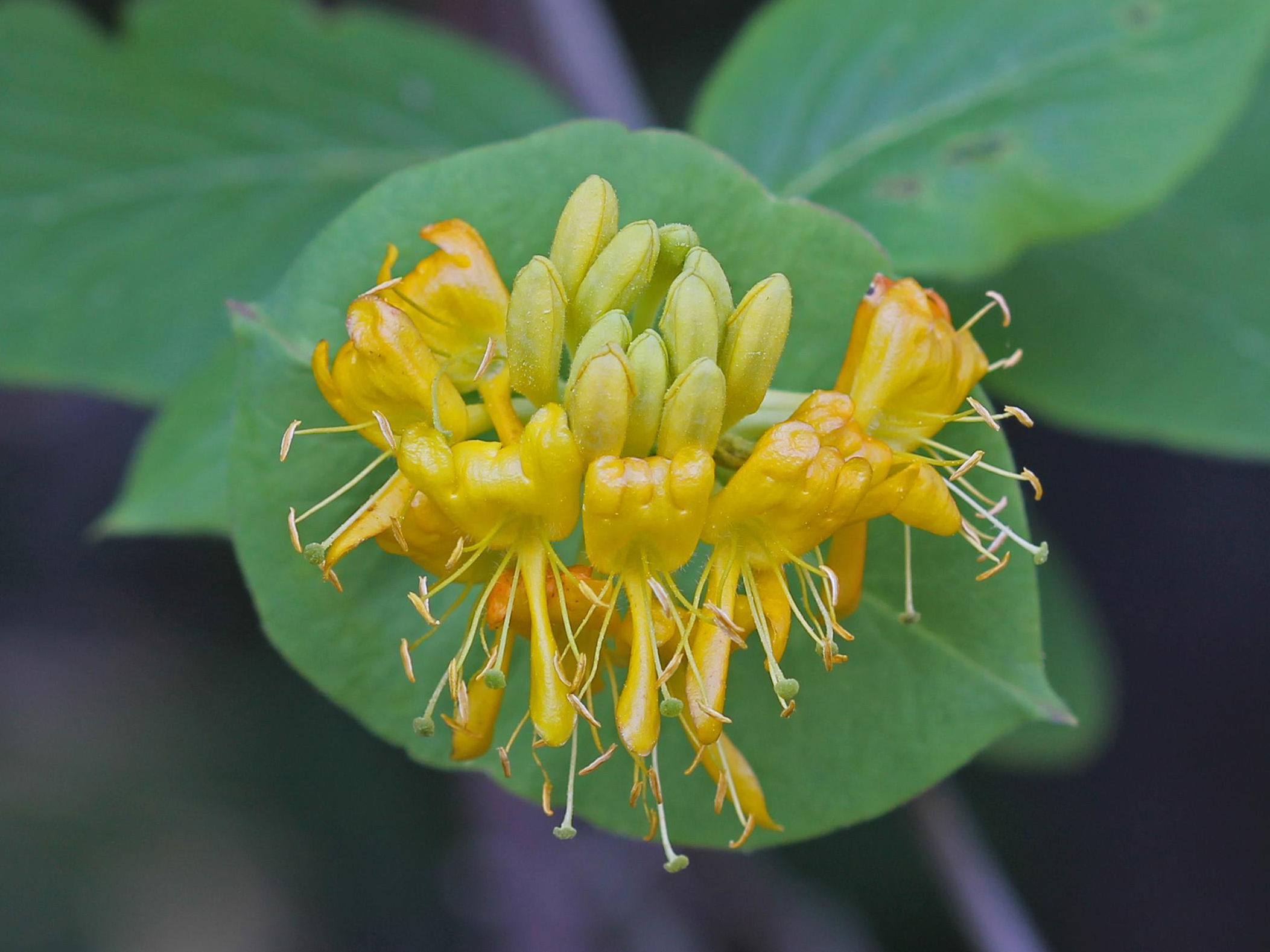
Lonicera hirsuta

- Lonicera heterotricha Pojark. & Zakirov
- Lonicera hildebrandtiana Collett & Hemsl.
- Lonicera himalayensis Gand.
- Lonicera hirsuta Eaton
- Lonicera hispida Pall. ex Schult.
- Lonicera hispidula (Lindl.) F.Dietr.
- Lonicera humilis Kar. & Kir.
- Lonicera hypoglauca Miq.
- Lonicera hypoleuca Decne.

## I
- Lonicera iberica M.Bieb.
- Lonicera iliensis Pojark.
- Lonicera implexa Aiton
- Lonicera interrupta Benth.

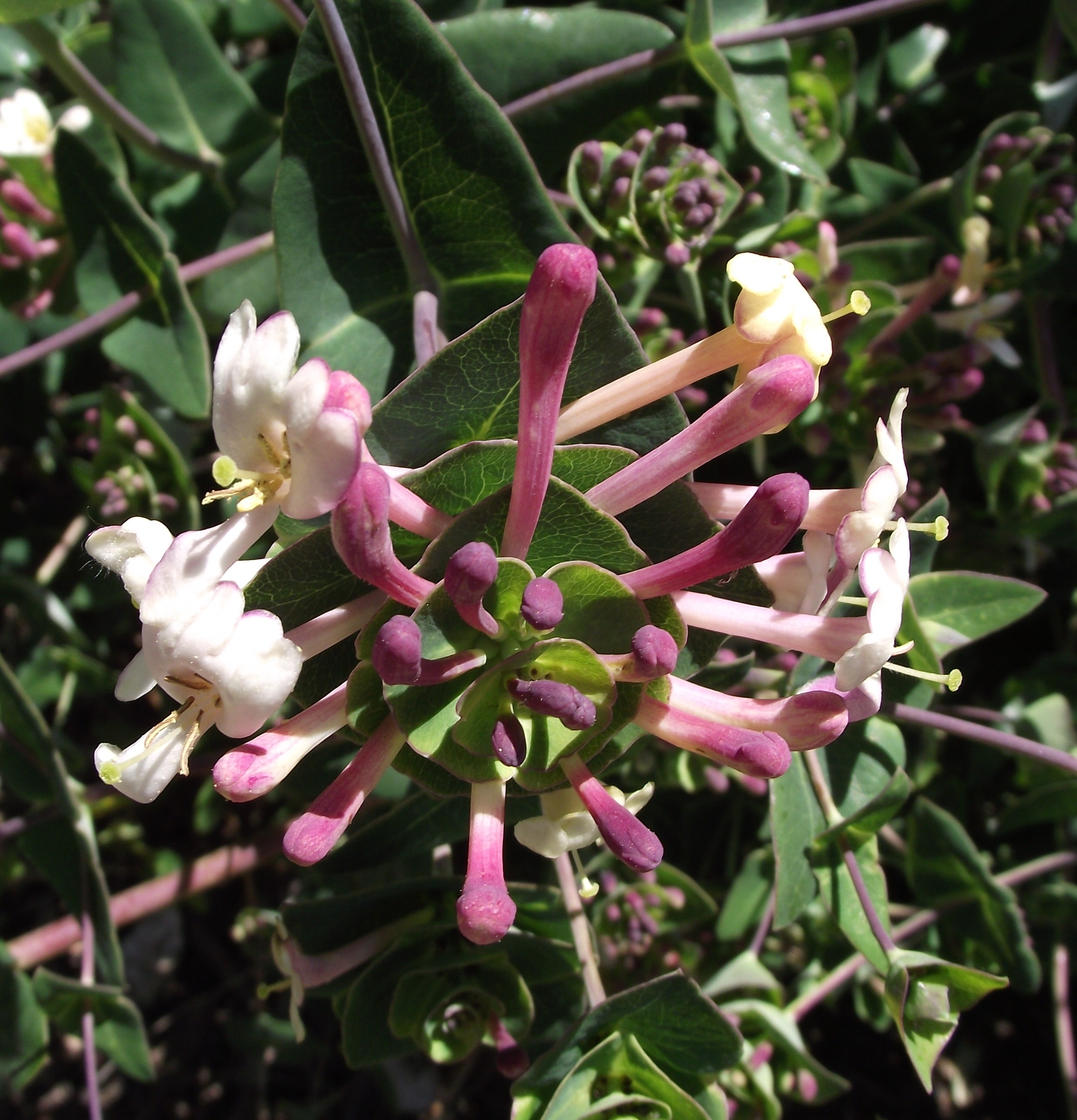
Lonicera implexa

- Lonicera involucrata (Richardson) Banks ex Spreng.
- Lonicera × italica Kütz.

## J
- Lonicera japonica Thunb.
- Lonicera jarmilae Halda
- Lonicera javanica (Blume) DC.

## K
- Lonicera kabylica (Batt.) Rehder

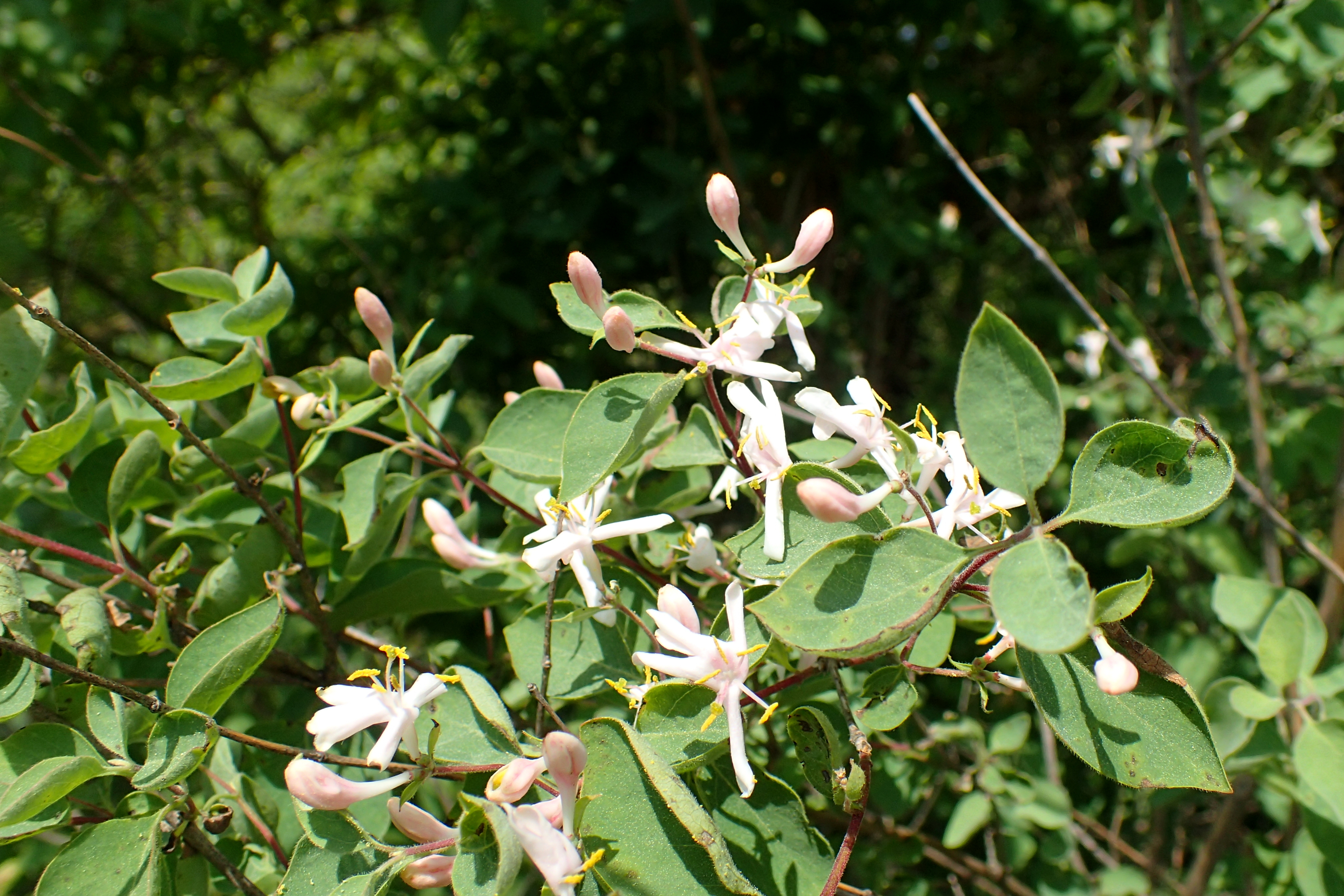
Lonicera korolkowii

- Lonicera kansuensis (Batalin ex Rehder) Pojark.
- Lonicera kawakamii (Hayata) Masam.
- Lonicera korolkowii Stapf
- Lonicera kurobushiensis Kadota

## L

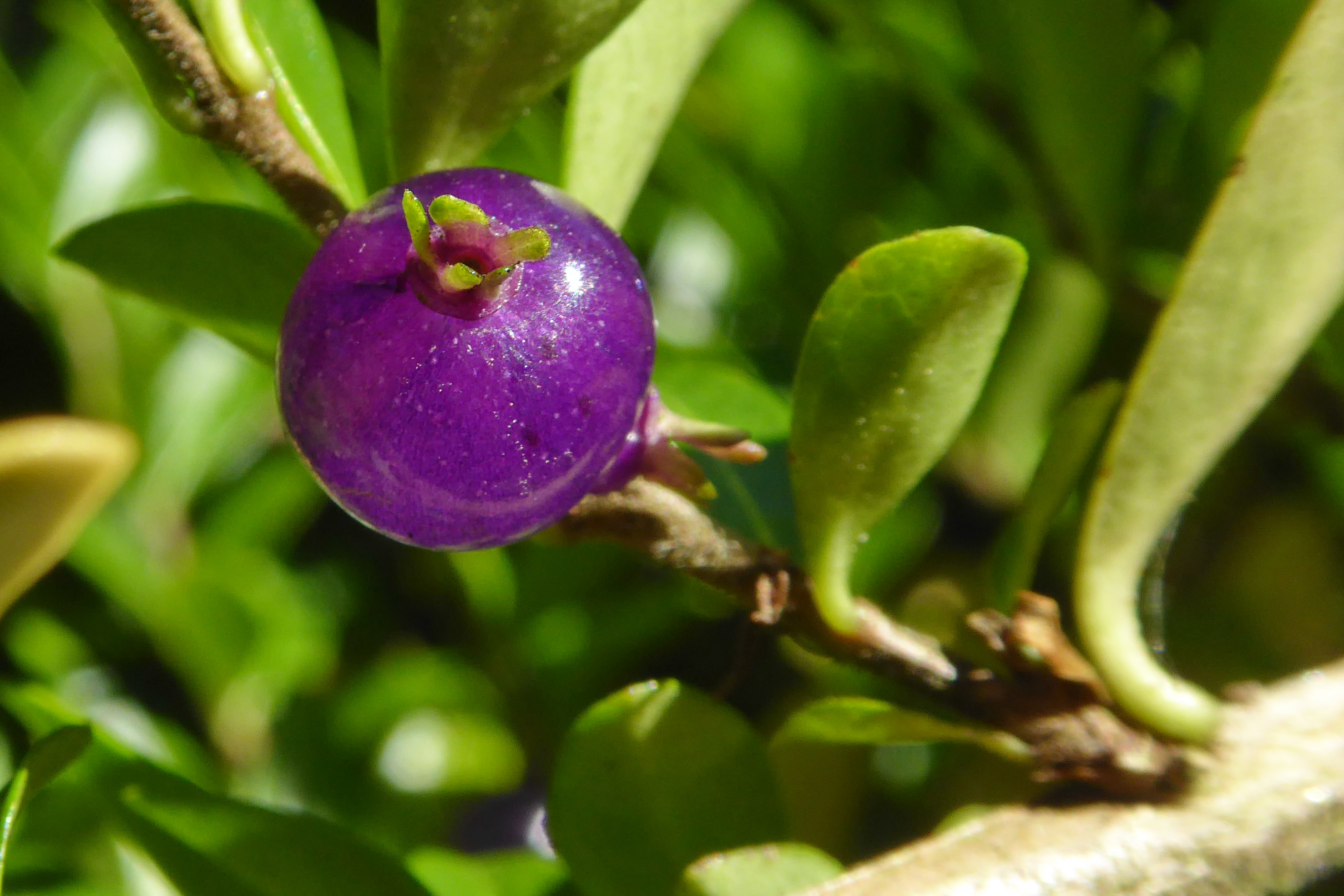
Lonicera ligustrina

- Lonicera laceana M.P.Nayar & G.S.Giri
- Lonicera lanceolata Wall.
- Lonicera ligustrina Wall.
- Lonicera linderifolia Maxim.
- Lonicera litangensis Batalin
- Lonicera longiflora DC.
- Lonicera longituba H.T.Chang

## M
- Lonicera maackii (Rupr.) Maxim.
- Lonicera macrantha (D.Don) Spreng.
- Lonicera macranthoides Hand.-Mazz.

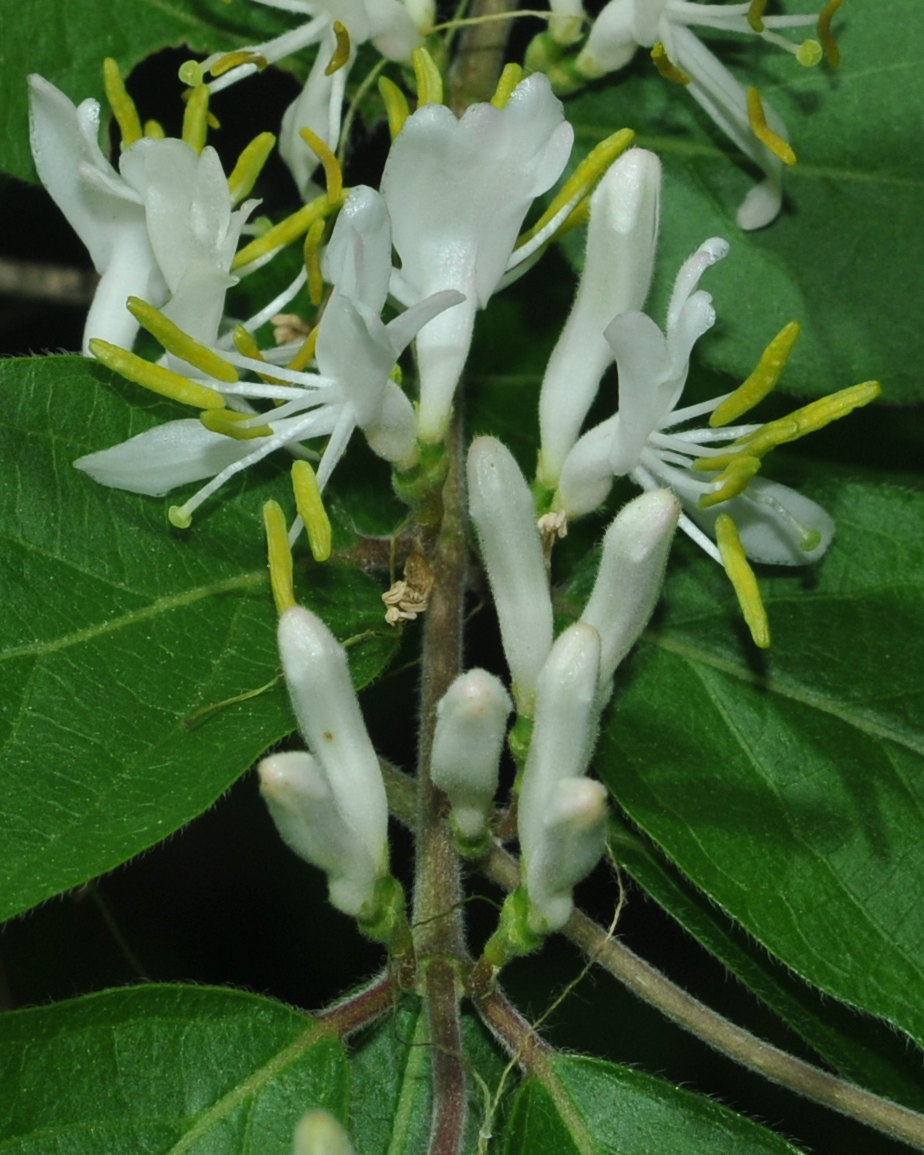
Lonicera maackii

- Lonicera magnibracteata M.P.Nayar & G.S.Giri
- Lonicera malayana M.R.Hend.
- Lonicera maximowiczii (Rupr.) Regel
- Lonicera mexicana (Kunth) Rehder
- Lonicera micrantha Trautv. ex Regel
- Lonicera microphylla Willd. ex Schult.
- Lonicera minutifolia Kitam.
- Lonicera mochidzukiana Makino
- Lonicera modesta Rehder
- Lonicera morrowii A.Gray
- Lonicera mucronata Rehder
- Lonicera myrtilloides Purpus

## N
- Lonicera nervosa Maxim.
- Lonicera nigra L.

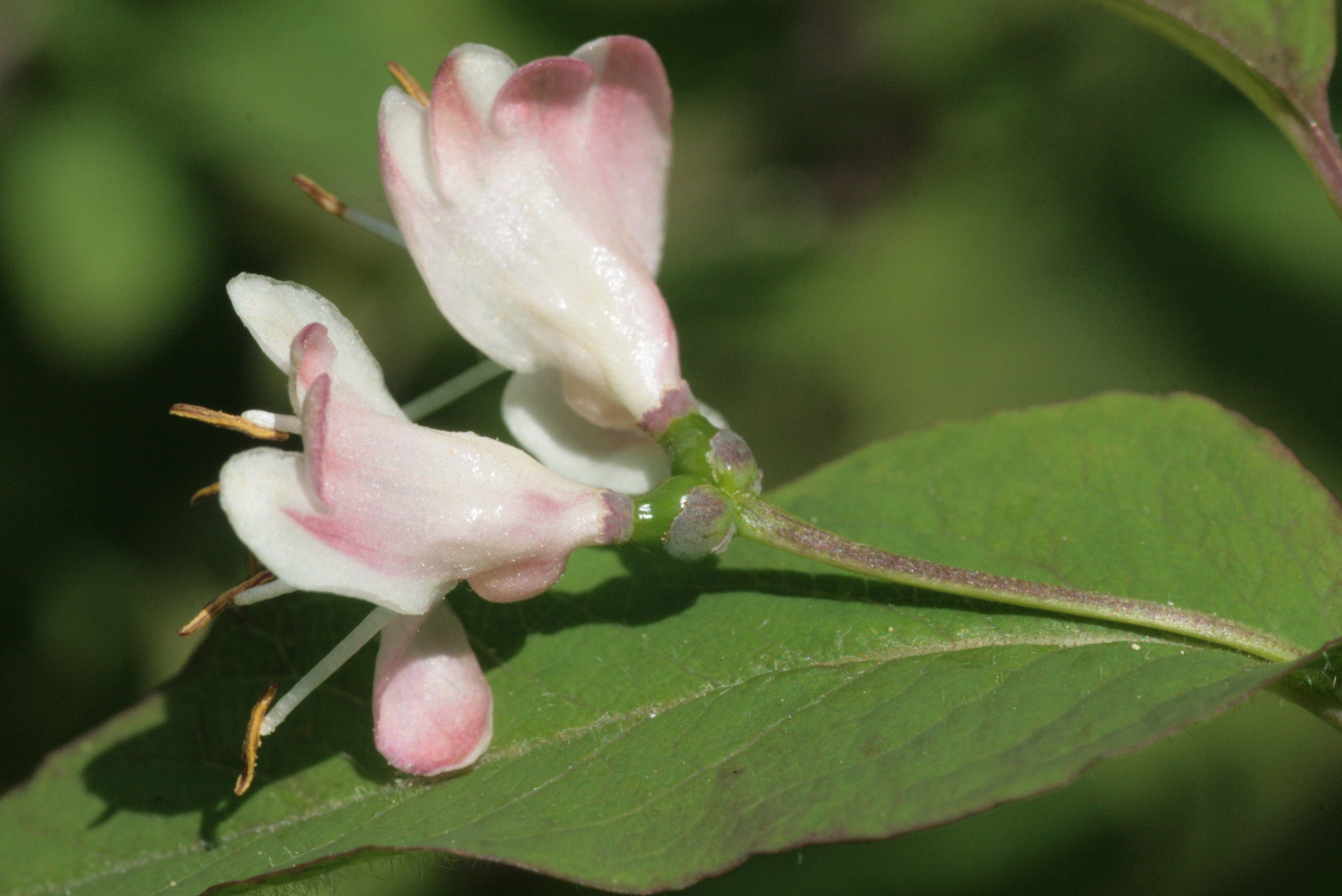
Lonicera nigra

- Lonicera nummulariifolia Jaub. & Spach

## O
- Lonicera oblata K.S.Hao ex P.S.Hsu & H.J.Wang
- Lonicera oblongifolia Hook.
- Lonicera obovata Royle ex Hook.f. & Thomson
- Lonicera olgae Regel & Schmalh.
- Lonicera oreodoxa Harry Sm. ex Rehder

## P
- Lonicera pamirica Pojark.
- Lonicera paradoxa Pojark.
- Lonicera periclymenum L.
- Lonicera pilosa (Kunth) Steud.
- Lonicera praeflorens Batalin
- Lonicera pulcherrima Ridl.

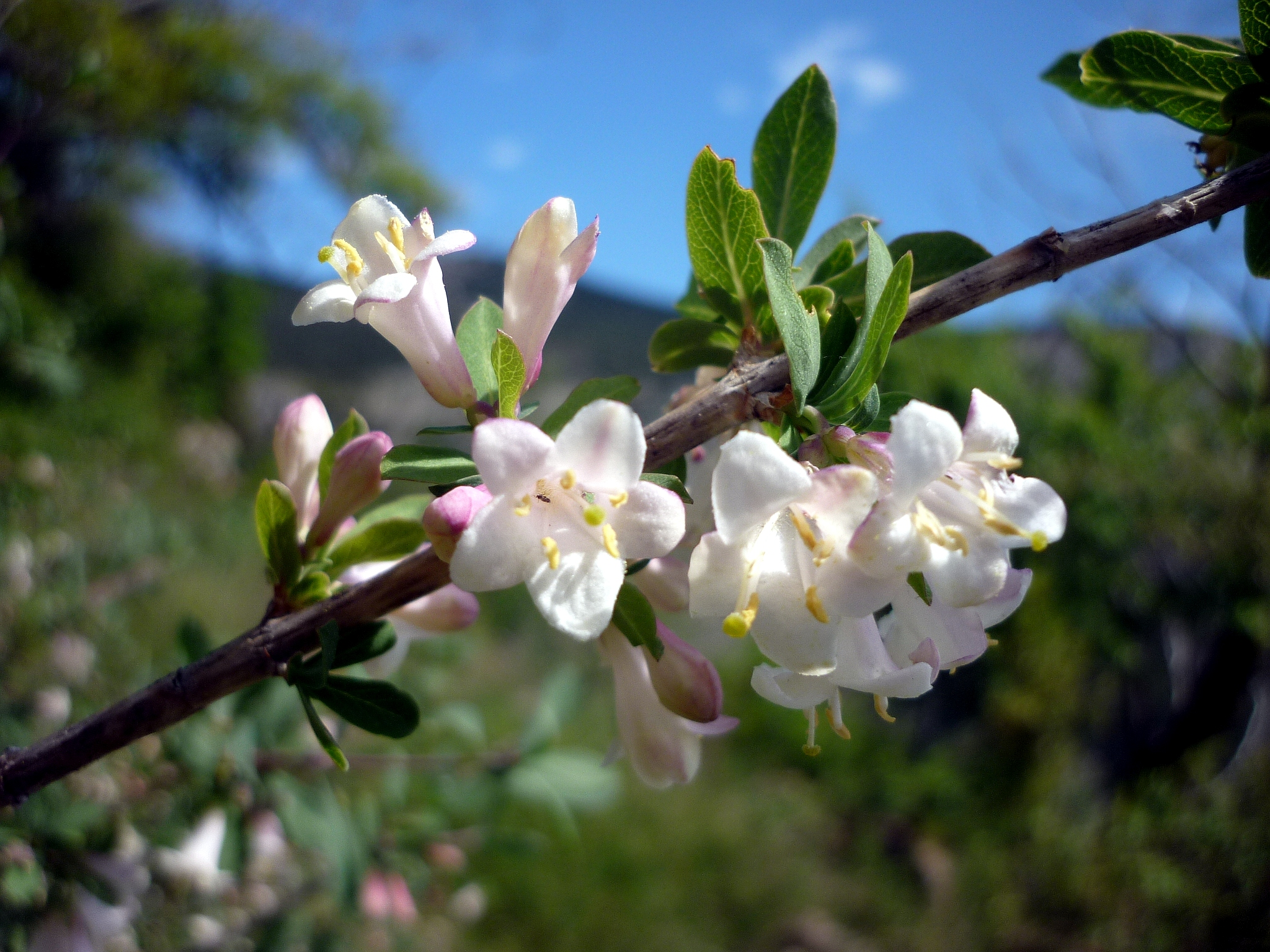
Lonicera pyrenaica

- Lonicera purpurascens (Jacquem. ex Decne.) Walp.
- Lonicera pyrenaica L.

## Q
- Lonicera quinquelocularis Hardw.

## R

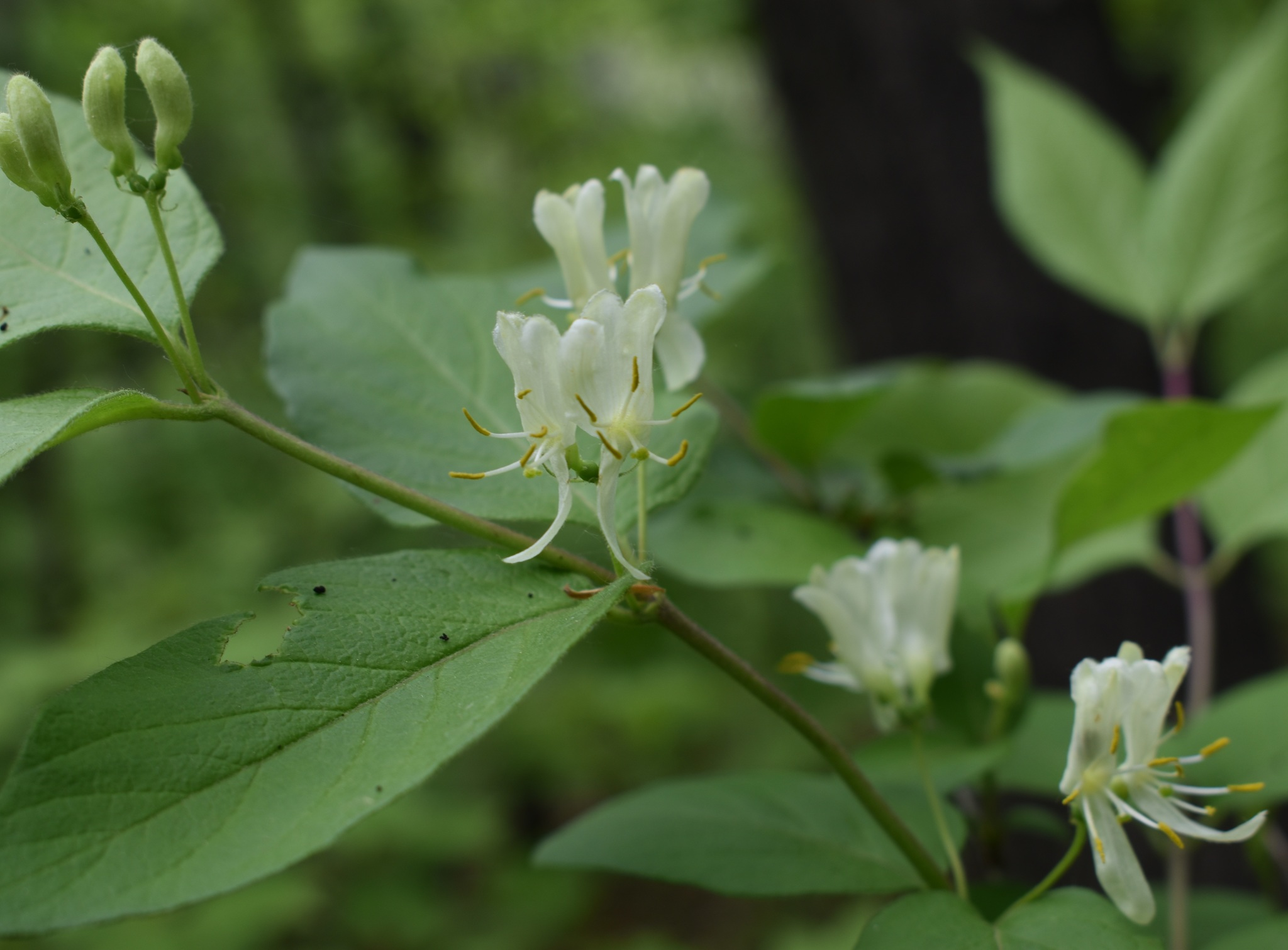
Lonicera ruprechtiana

- Lonicera ramosissima Franch. & Sav. ex Maxim.
- Lonicera reticulata Raf.
- Lonicera retusa Franch.
- Lonicera robertsonii Gamble
- Lonicera rupicola Hook.f. & Thomson
- Lonicera ruprechtiana Regel

## S
- Lonicera × sargentii Rehder

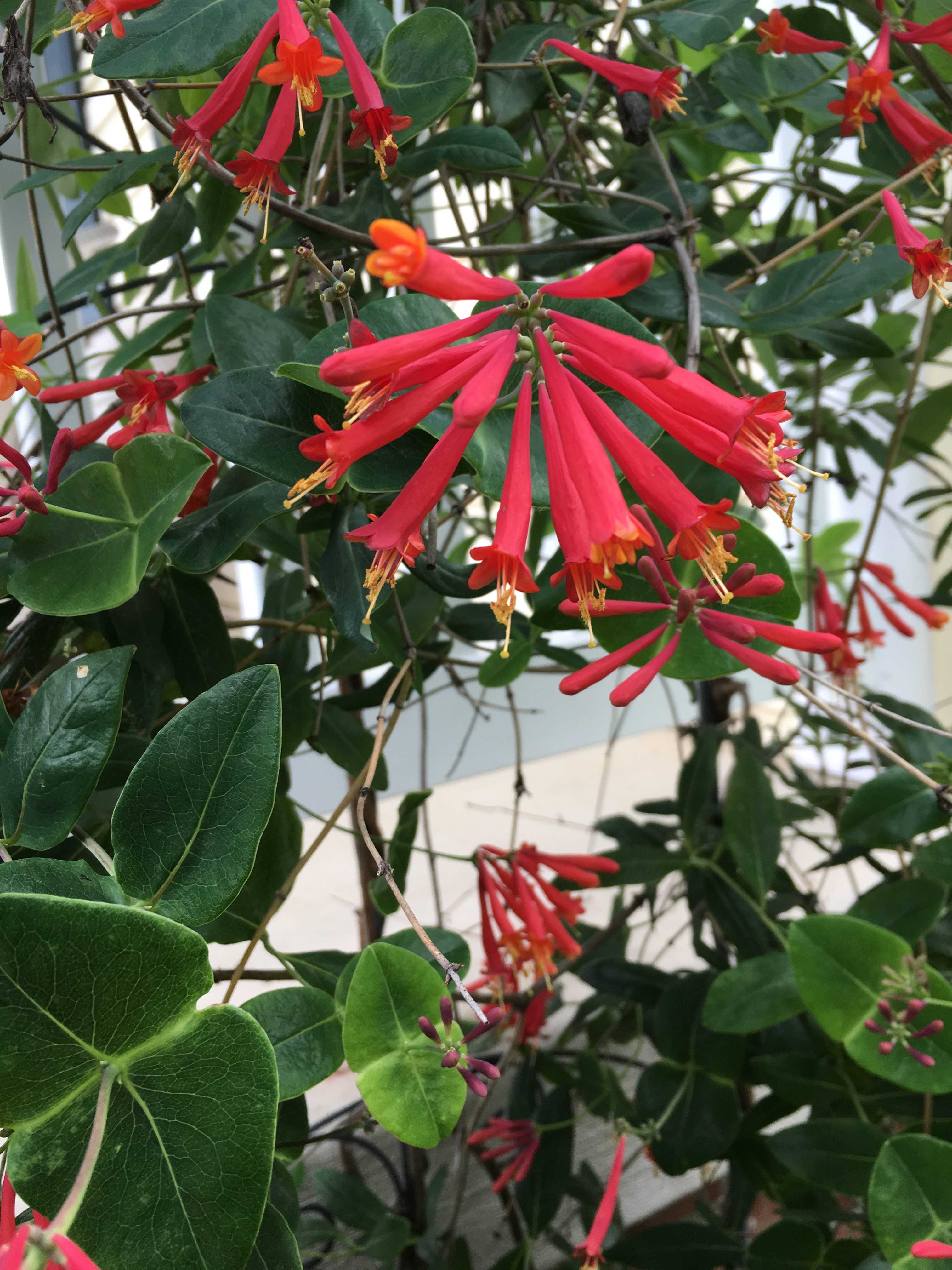
Lonicera sempervirens

- Lonicera schmitziana Roezl ex Dippel
- Lonicera semenovii Regel
- Lonicera sempervirens L.
- Lonicera setifera Franch.
- Lonicera siamensis Gamble
- Lonicera similis Hemsl.
- Lonicera sinomacrantha Z.H.Chen, L.X.Ye & X.F.Jin
- Lonicera sovetkinae Tkatsch.
- Lonicera spinosa (Decne.) Jacquem. ex Walp.
- Lonicera splendida Boiss.
- Lonicera stabiana Guss. ex Pasq.
- Lonicera stephanocarpa Franch.
- Lonicera steveniana Fisch. ex Pojark.
- Lonicera strophiophora Franch.
- Lonicera subaequalis Rehder
- Lonicera subhispida Nakai
- Lonicera sublabiata P.S.Hsu & H.J.Wang
- Lonicera subsessilis Rehder
- Lonicera subspicata Hook. & Arn.
- Lonicera sumatrana Miq.

## T
- Lonicera taiwanensis S.S.Ying
- Lonicera tangutica Maxim.
- Lonicera tatarica L.
- Lonicera tatarinowii Maxim.
- Lonicera tolmatchevii Pojark.

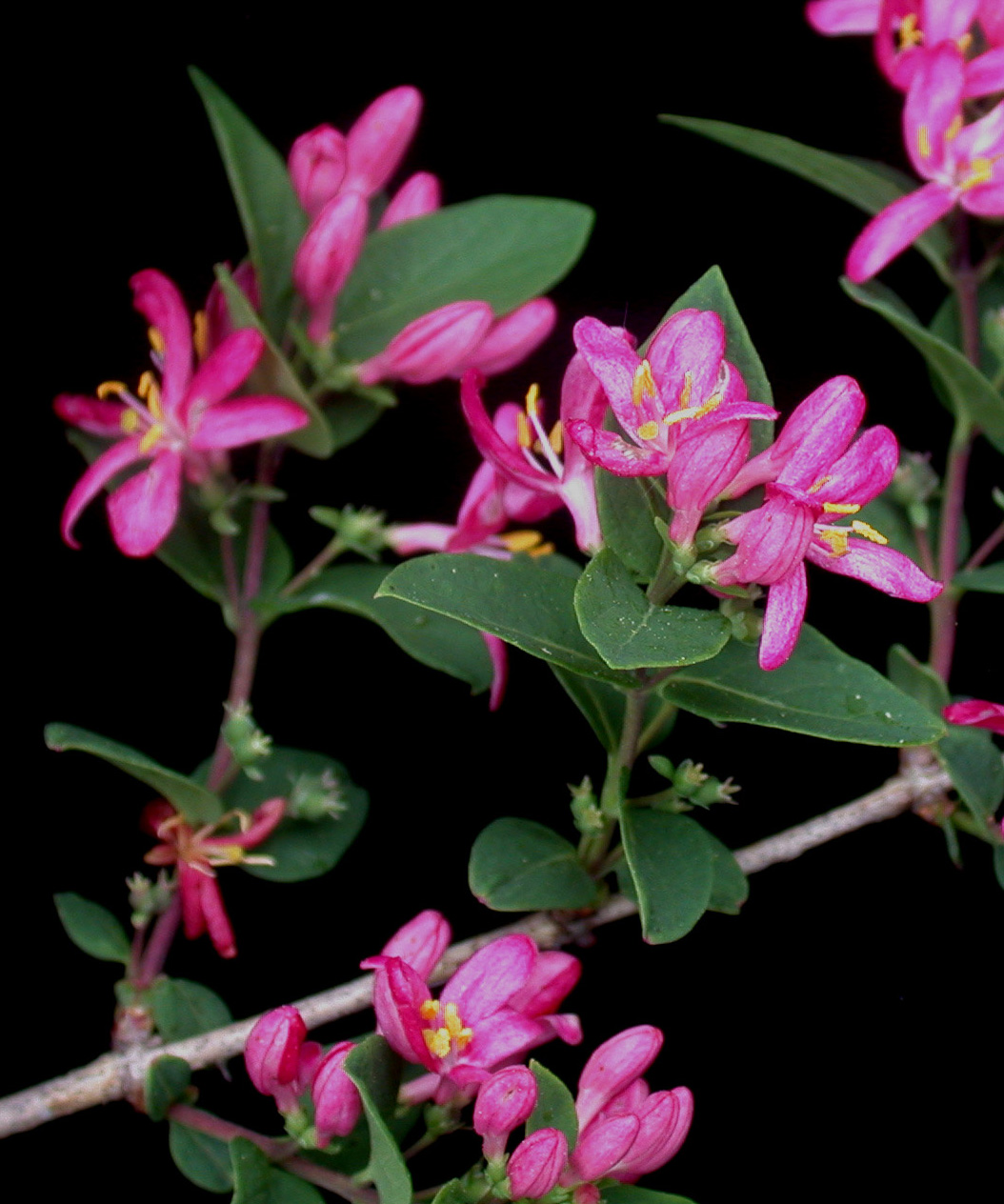
Lonicera tatarica

- Lonicera tomentella Hook.f. & Thomson
- Lonicera tragophylla Hemsl.
- Lonicera tricalysioides C.Y.Wu
- Lonicera trichosantha Bureau & Franch.
- Lonicera tschonoskii Maxim.
- Lonicera tubuliflora Rehder
- Lonicera tulinensis S.S.Ying

## U

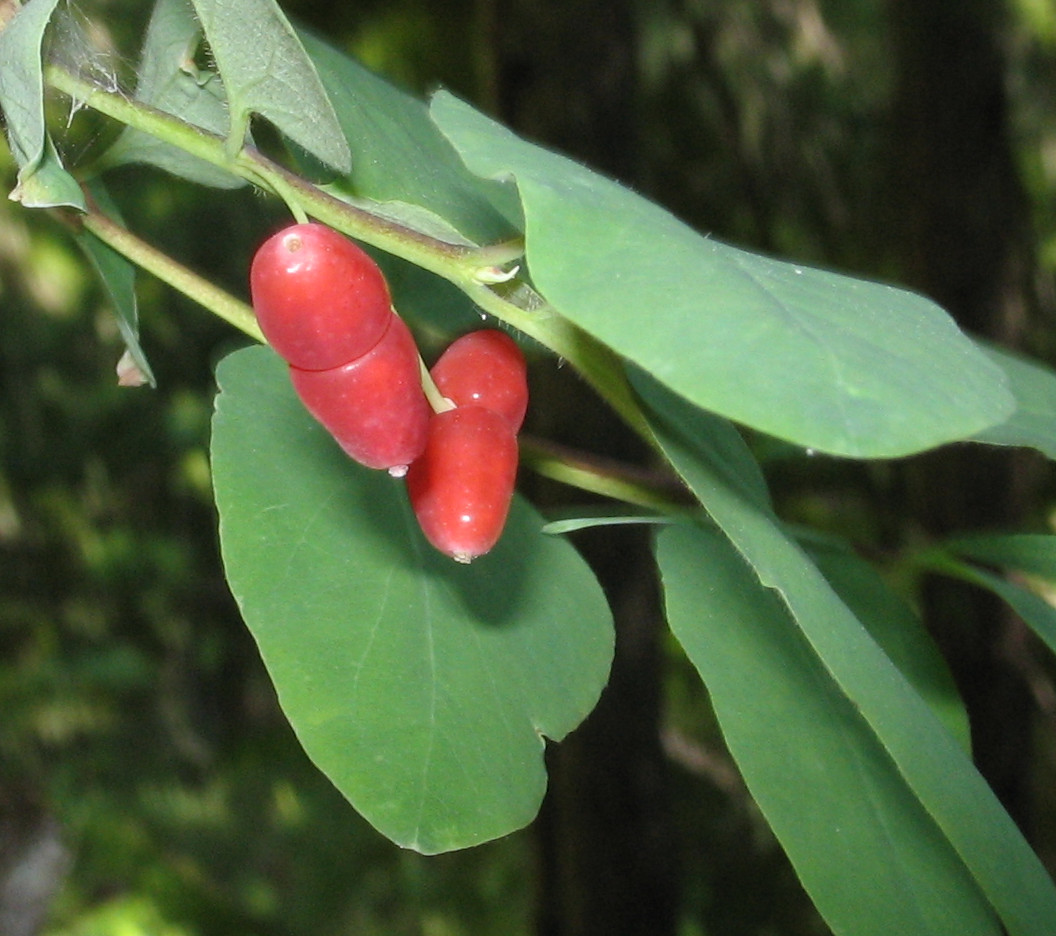
Lonicera utahensis

- Lonicera utahensis S.Watson
- Lonicera uzenensis Kadota

## V
- Lonicera vaccinioides Rehder
- Lonicera vidalii Franch. & Sav.
- Lonicera villosa (Michx.) Schult.

## W
- Lonicera webbiana Wall. ex DC.

## X

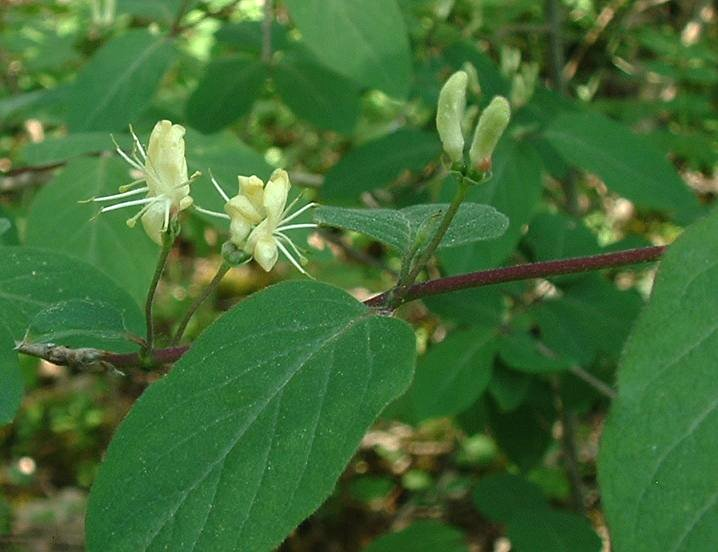
Lonicera xylosteum

- Lonicera × xylosteoides Tausch
- Lonicera xylosteum L.

## Y
- Lonicera yunnanensis Franch.

## Z
- Lonicera zeravshanica Pojark.